# Andy Leaf
Andrew Keith Leaf (sinh ngày 18 tháng 1 năm 1962) là một cựu cầu thủ bóng đá người Anh thi đấu ở vị trí hậu vệ ở Football League cho York City, và ở bóng đá non-League cho Huby & Magnet.